# ماریکو ابرالیدزه
ماریکو ابرالیدزه (به انگلیسی: Mariko Ebralidze) (زاده ۱۹۸۴) خواننده گرجستانی است.
او در مسابقه آواز یوروویژن ۲۰۱۴ به همراه د شین نماینده گرجستان بود.